# Hans Schurr
Hans Benedikt Schurr, vereinzelt auch Hans Schnurr oder Hans Schnur, (* 28. Mai 1864; † 31. Juli 1934 in München) war ein deutscher Architekt.
Schurr war ein Schüler von Georg von Hauberrisser und baute zahlreiche Kirchen in Oberbayern im neugotischen oder neubarocken Stil. Schurr lehrte unter anderem an der Städtischen Gewerbeschule München. Als Mitarbeiter bei Schurr war zeitweise der Architekt Michael Kurz tätig, der später selbst eine wichtige Rolle im bayerischen Sakralbau spielen sollte.

## Bauten und Entwürfe
- 1893–1895: Bauleiter für die Pfarr- und Kapuzinerklosterkirche St. Anton in München, Isarvorstadt
- 1897: Entwurf für die Pfarrkirche St. Nikolaus in Übersee (nicht ausgeführt, siehe St. Nikolaus (Übersee))
- 1898–1902: Pfarr- und Kapuzinerklosterkirche St. Joseph in München, Schwabing
- 1899: Pfarrkirche St. Johannes der Täufer und Evangelist in Breitbrunn am Chiemsee
- 1889–1890: Mehrfamilienwohnhaus Adalbertstraße 90 in München
- 1900: Erweiterung und Turm der Pfarrkirche St. Margaretha in Pemmering
- 1901–1903: Pfarrkirche St. Josef in Hohenlinden (neugotischer Hochaltar 1912 von Joseph Elsner)[1]
- 1902: Erweiterung und Einbau von Emporen in die Pfarrkirche St. Ägidius in Grafing
- 1902: Erweiterung der Pfarrkirche St. Martin in Langenpreising
- 1903: Klosterkirche Herz Jesu der Erzabtei Sankt Ottilien
- 1903: neue Fassade der Klosterkirche St. Josef in Immenstadt
- 1903–1904: Pfarrkirche St. Johann Baptist in Ismaning
- 1905–1909: Pfarrkirche St. Mariä Schutz in München-Pasing
- 1906: Pfarrkirche St. Laurentius in Feldkirchen-Westerham
- 1907–1908: Um- und Erweiterungsbau der Stadtpfarrkirche St. Nikolaus in Immenstadt
- 1907: Mehrfamilienwohnhaus Adelheidstraße 6 in München (mit charakteristischer Balkon-Erker-Gruppe und Giebel)
- 1908: Pfarrkirche St. Johannes Nepomuk in Bayerisch Eisenstein
- 1908–1910: Pfarrkirche St. Heinrich in Fürth
- 1910–1911: Pfarrkirche St. Michael in Buxheim
- 1910–1911: Turm und Sakristei der Pfarrkirche St. Johannes Baptist in Biesenhard
- 1910: „Wallberg-Kirchlein“, Kapelle auf dem Wallberg bei Rottach-Egern
- 1913: Kapelle zur schmerzhaften Mutter in Meudt-Dahlen im Westerwald
- 1914/16: römisch-katholische Pfarrkirche St. Johannes der Täufer in Spiegelau
- 1914–1917: Filialkirche St. Martin in Nassenhausen
- 1920: Pfarrkirche St. Wolfgang in München-Haidhausen
- 1923: Erweiterung der Kuratiekirche St. Johann Baptist in Hattenhofen
- 1923–1924: neubarocke Klosterkirche des Frauenklosters in Waldsassen
- 1926: römisch-katholisches Pfarramt St. Heinrich in Fürth
- 1926–1927: Erweiterungsbauten des Klosters Schlehdorf

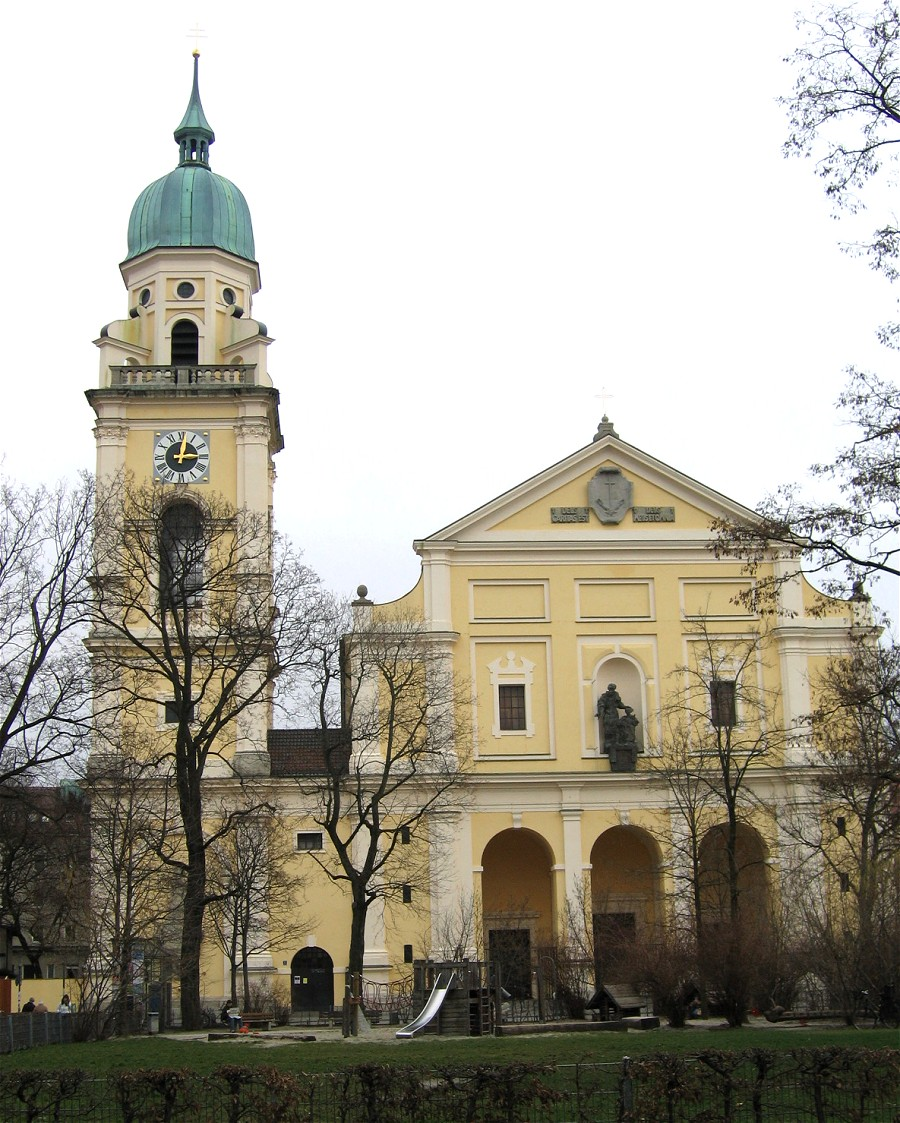
Kirche St. Joseph in München
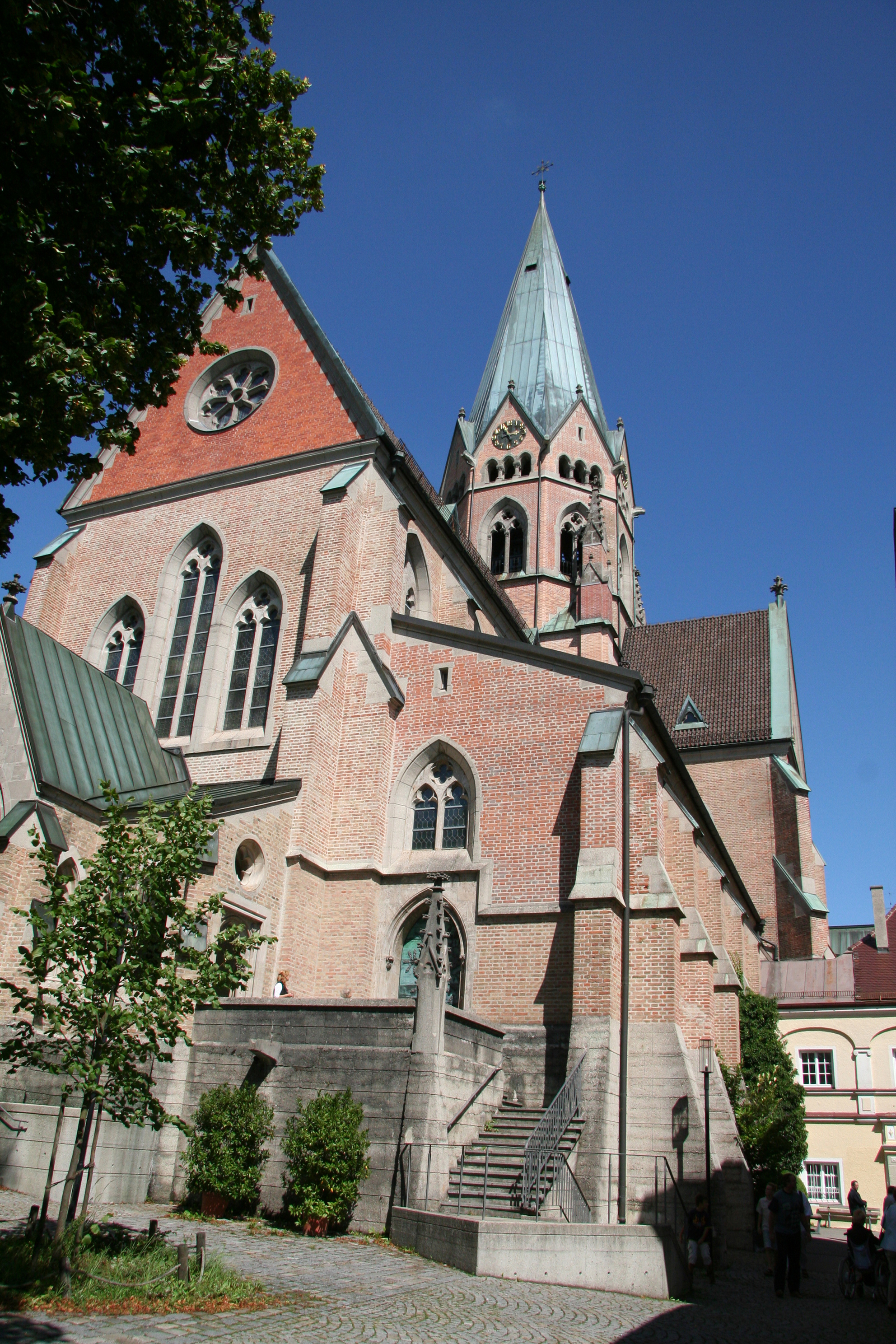
Klosterkirche der Erzabtei St. Ottilien
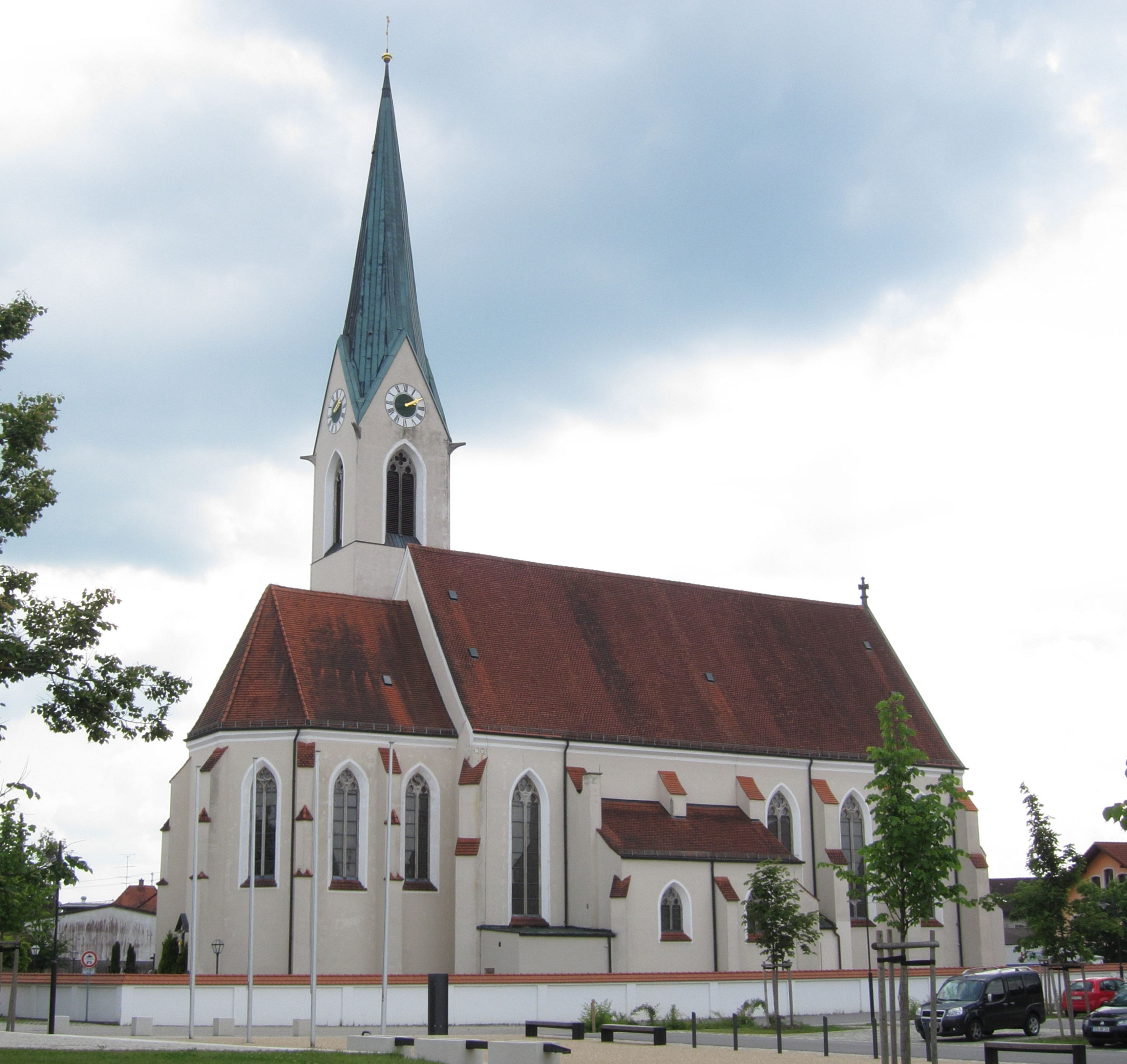
Kirche St. Josef in Hohenlinden
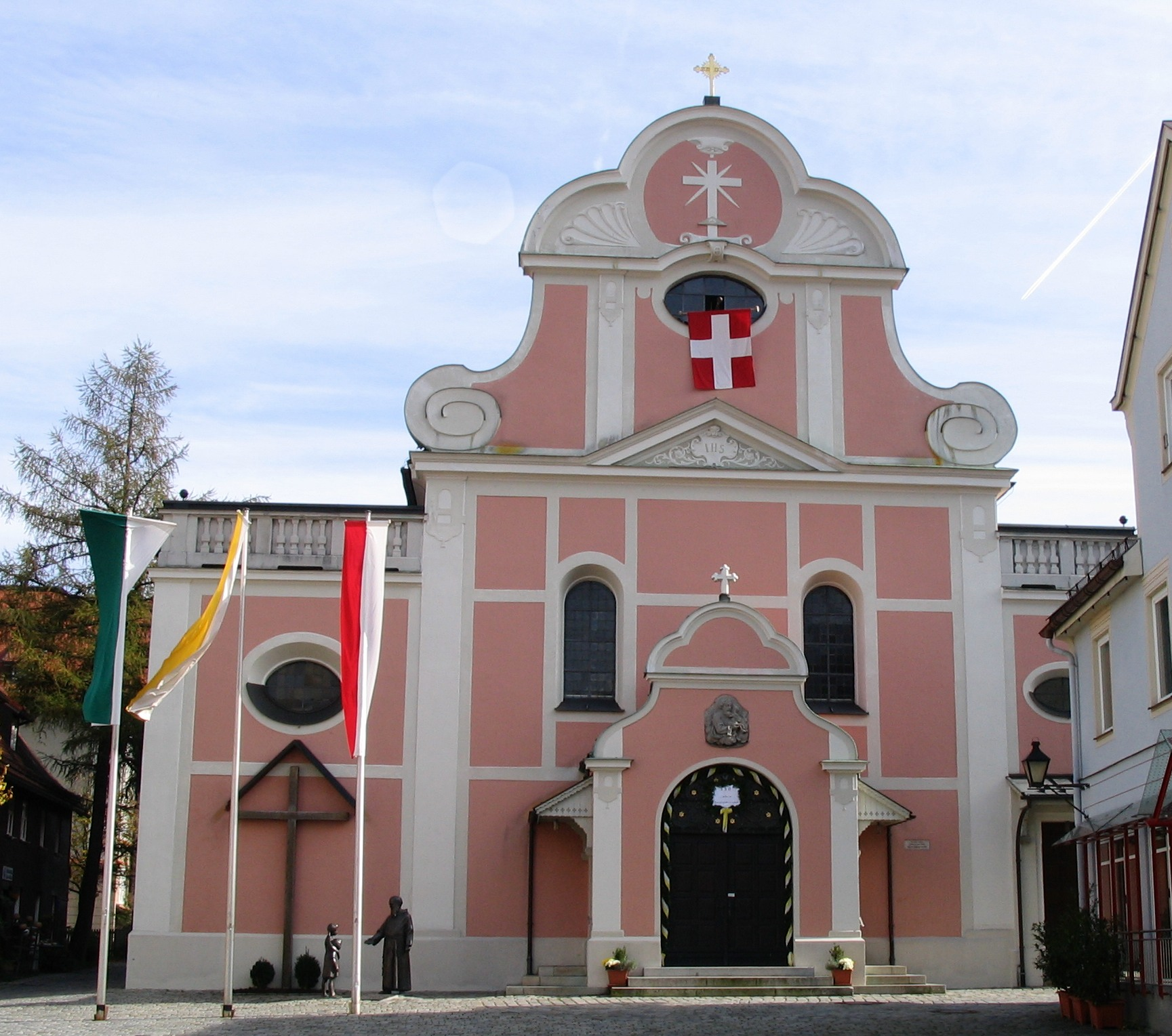
Kirche St. Josef in Immenstadt
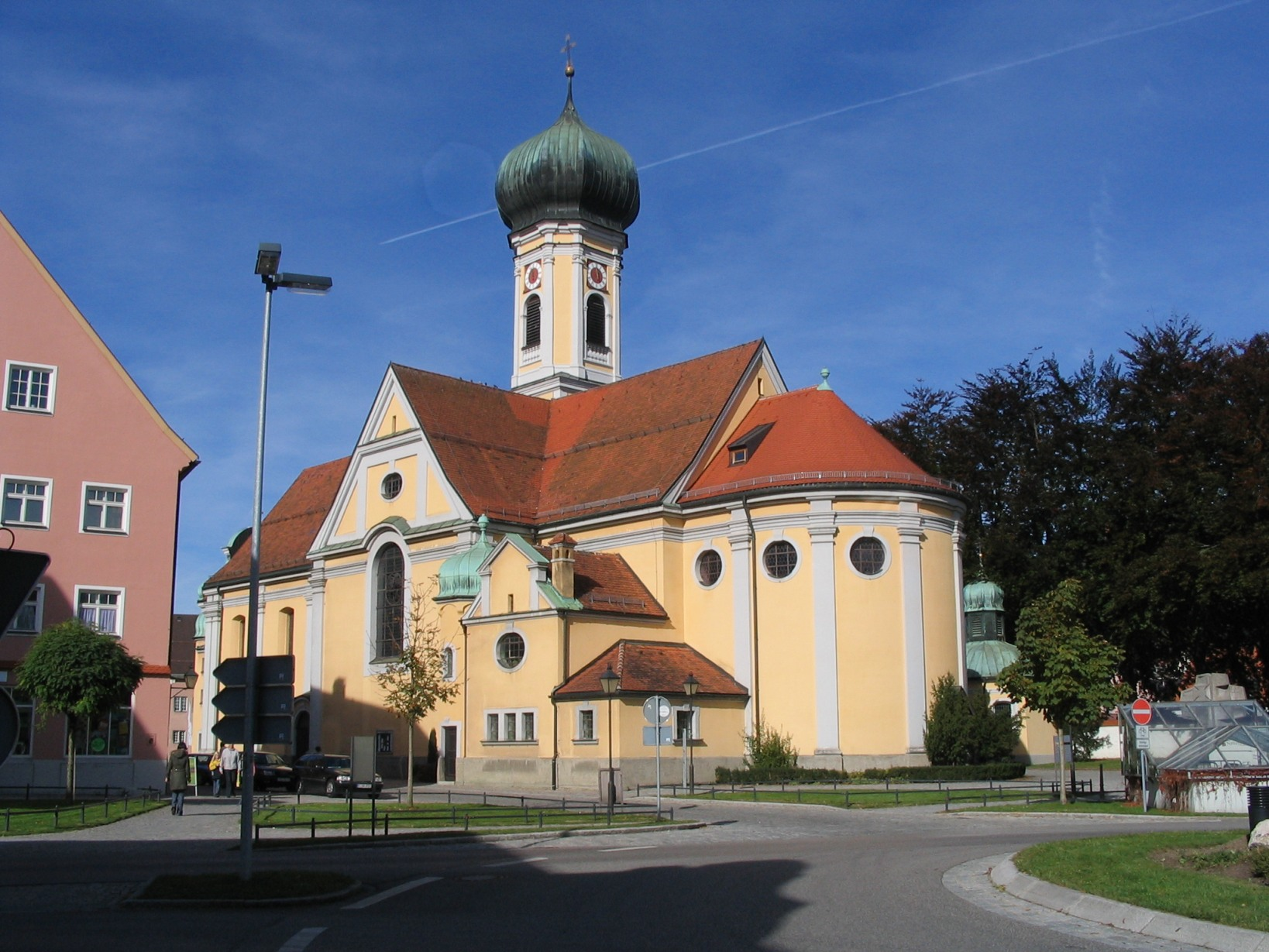
Kirche St. Nikolaus in Immenstadt
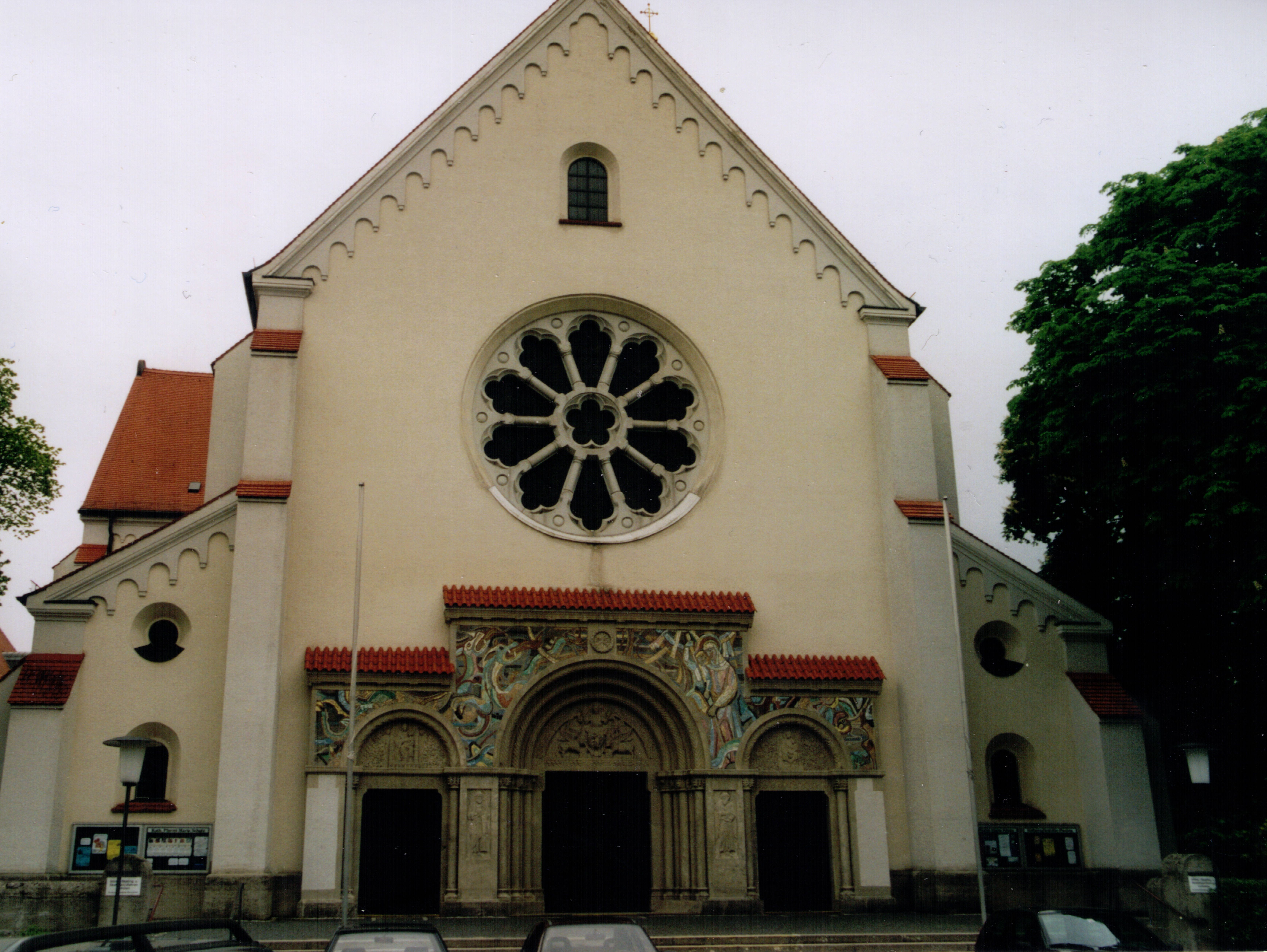
Kirche Mariä Schutz in München-Pasing
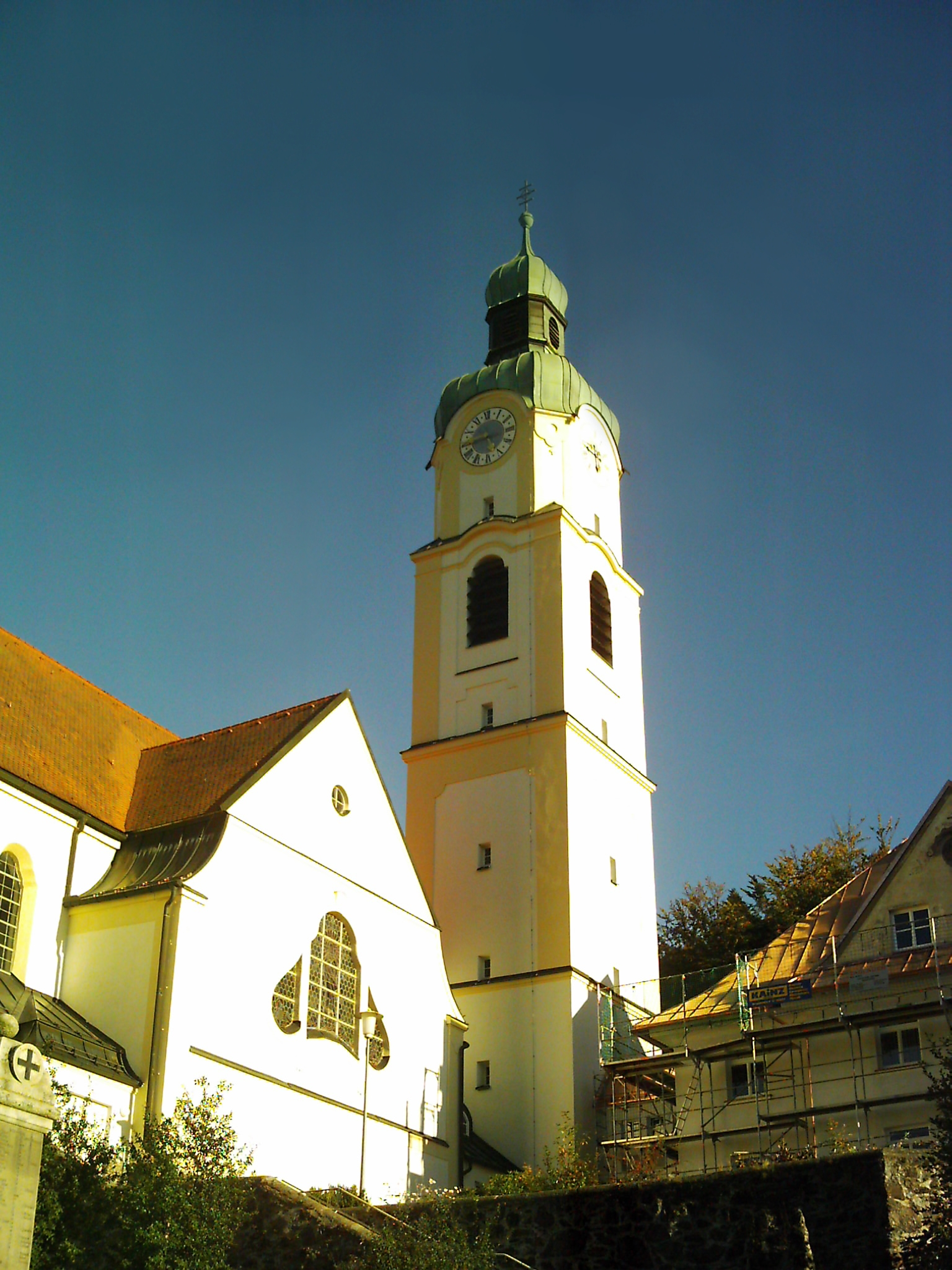
Kirche St. Johannes Nepomuk in Bayerisch Eisenstein
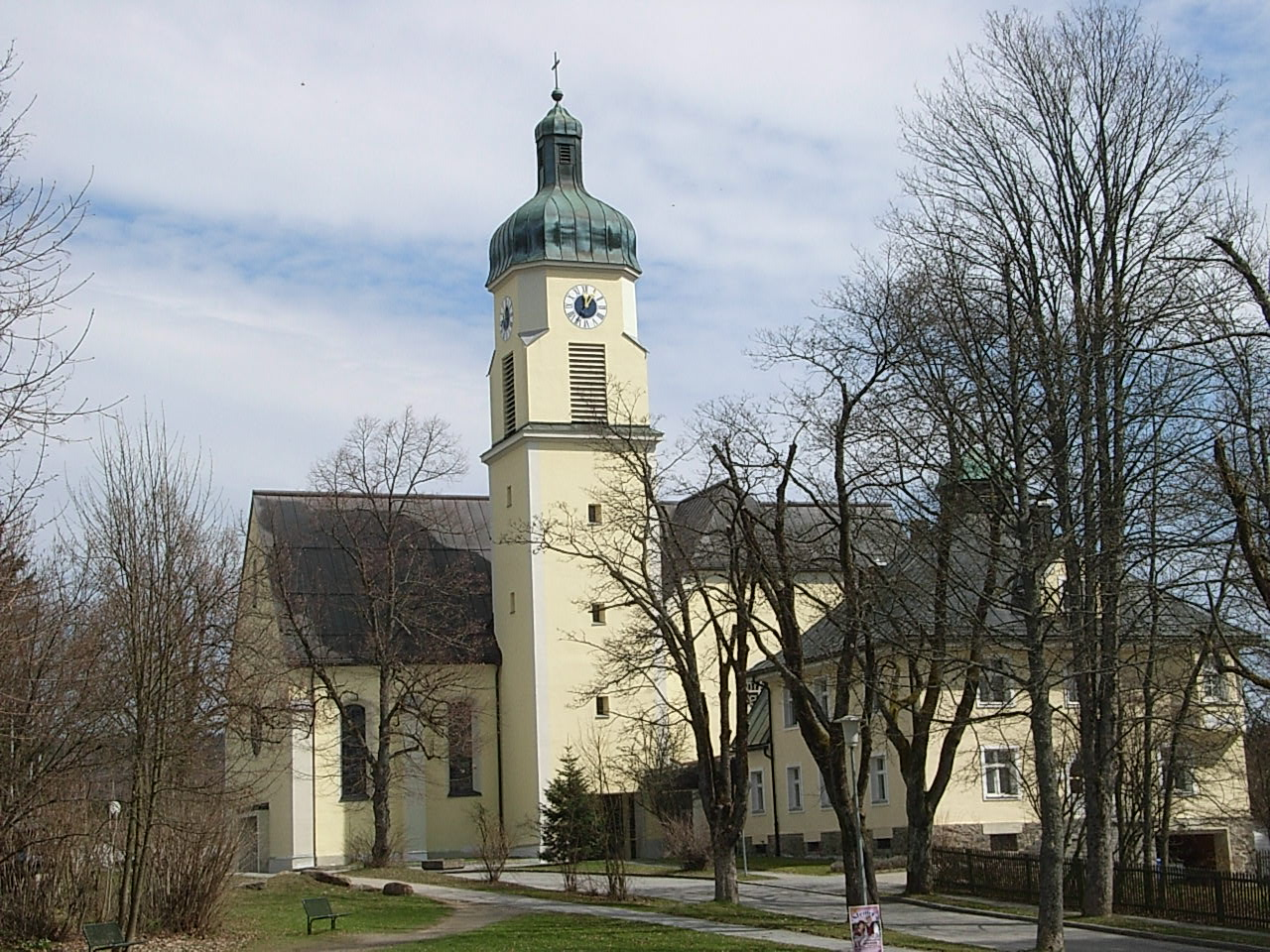
Kirche St. Johannes der Täufer in Spiegelau
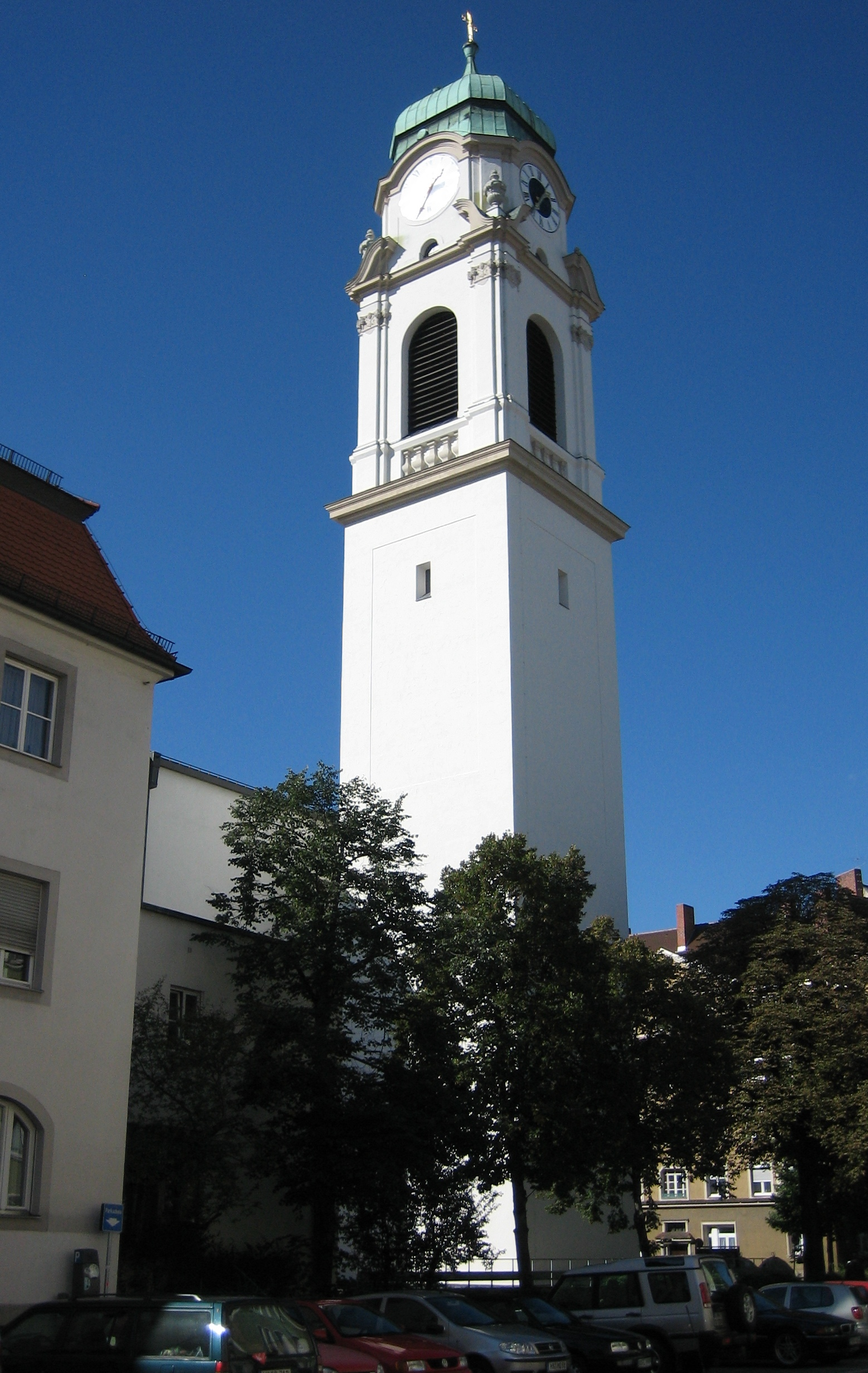
Kirche St. Wolfgang in München-Haidhausen
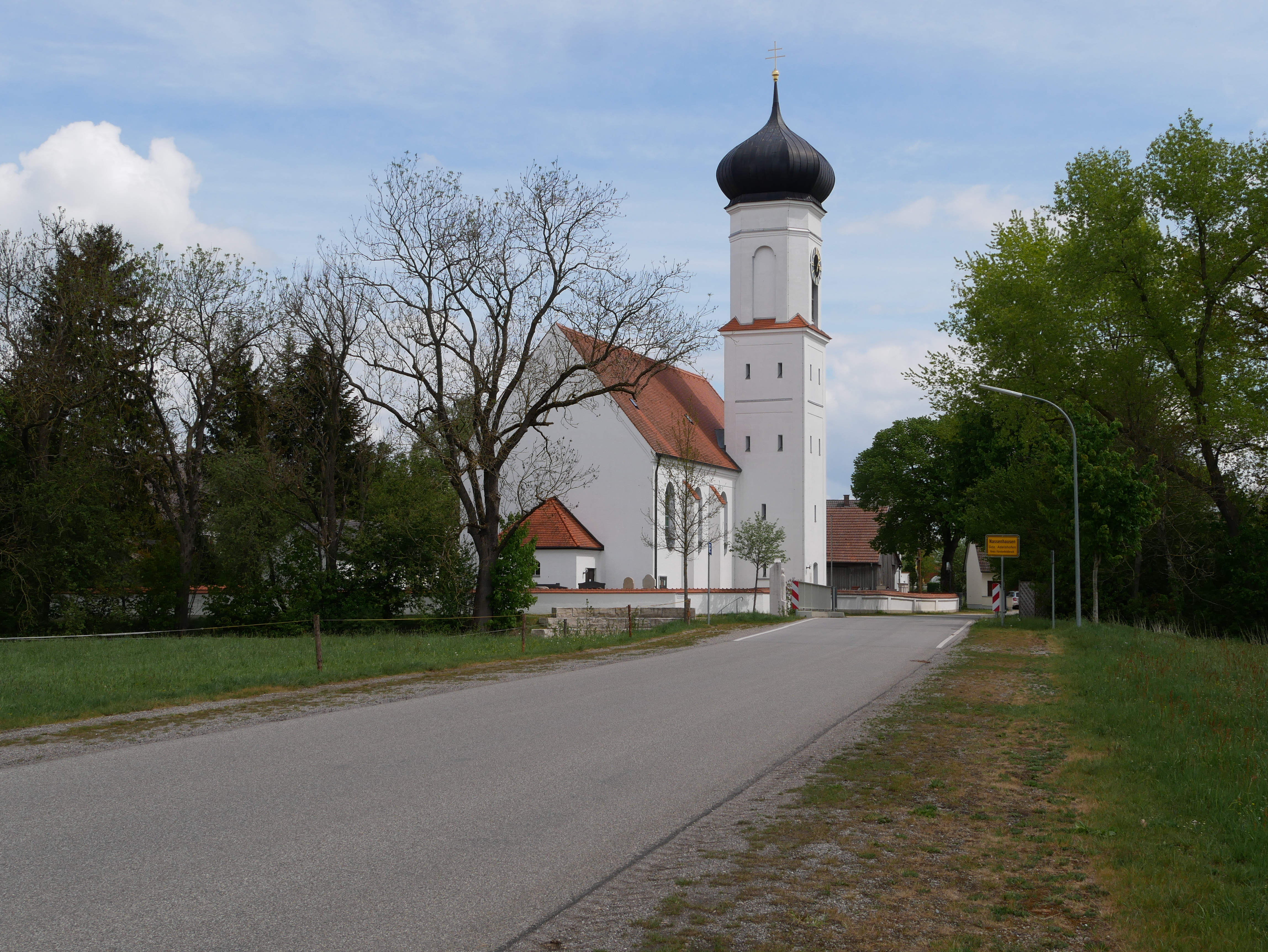
Kirche St. Martin in Nassenhausen
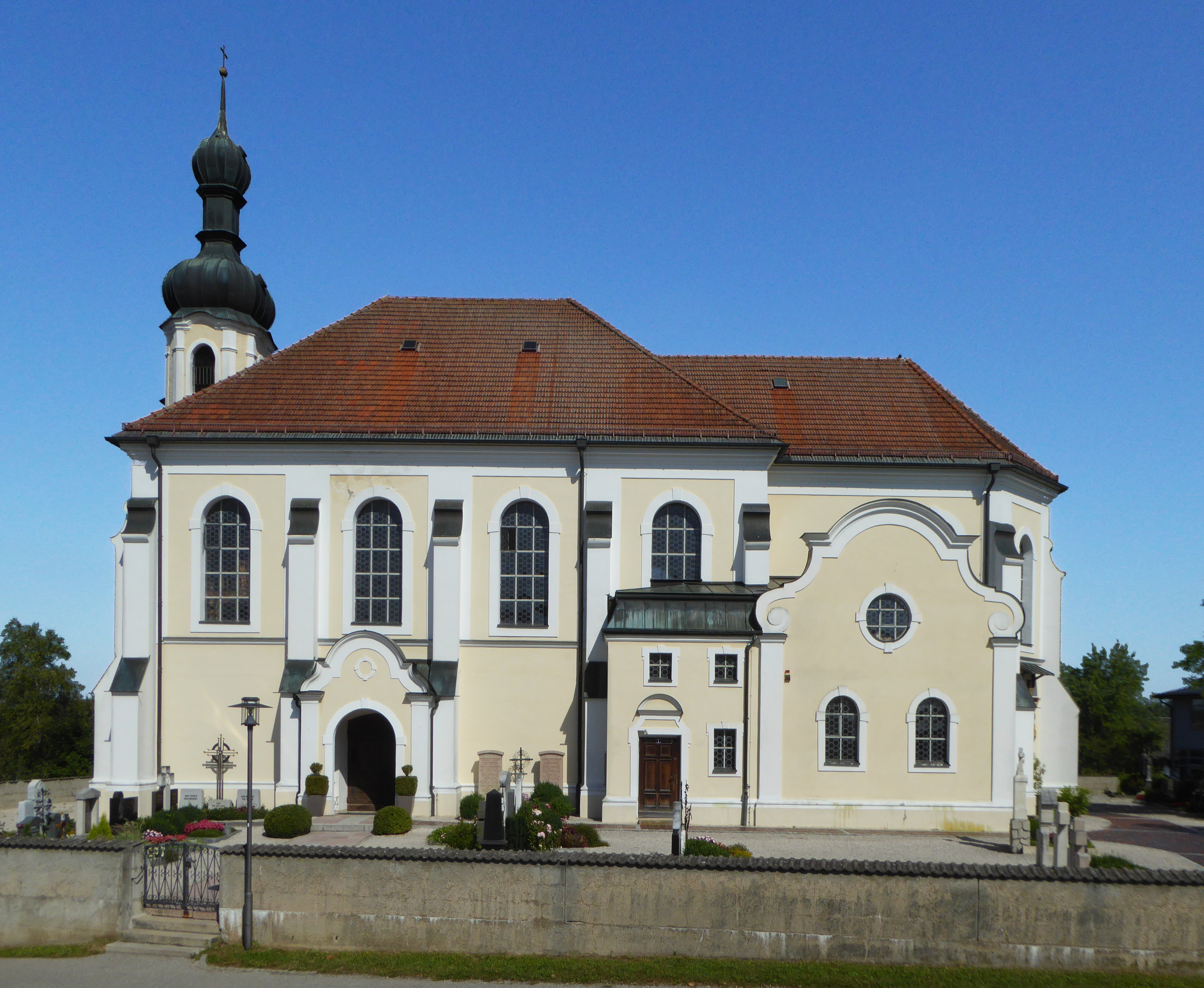
Kirche St. Johannes der Täufer und Johannes Evangelist in Breitbrunn am Chiemsee
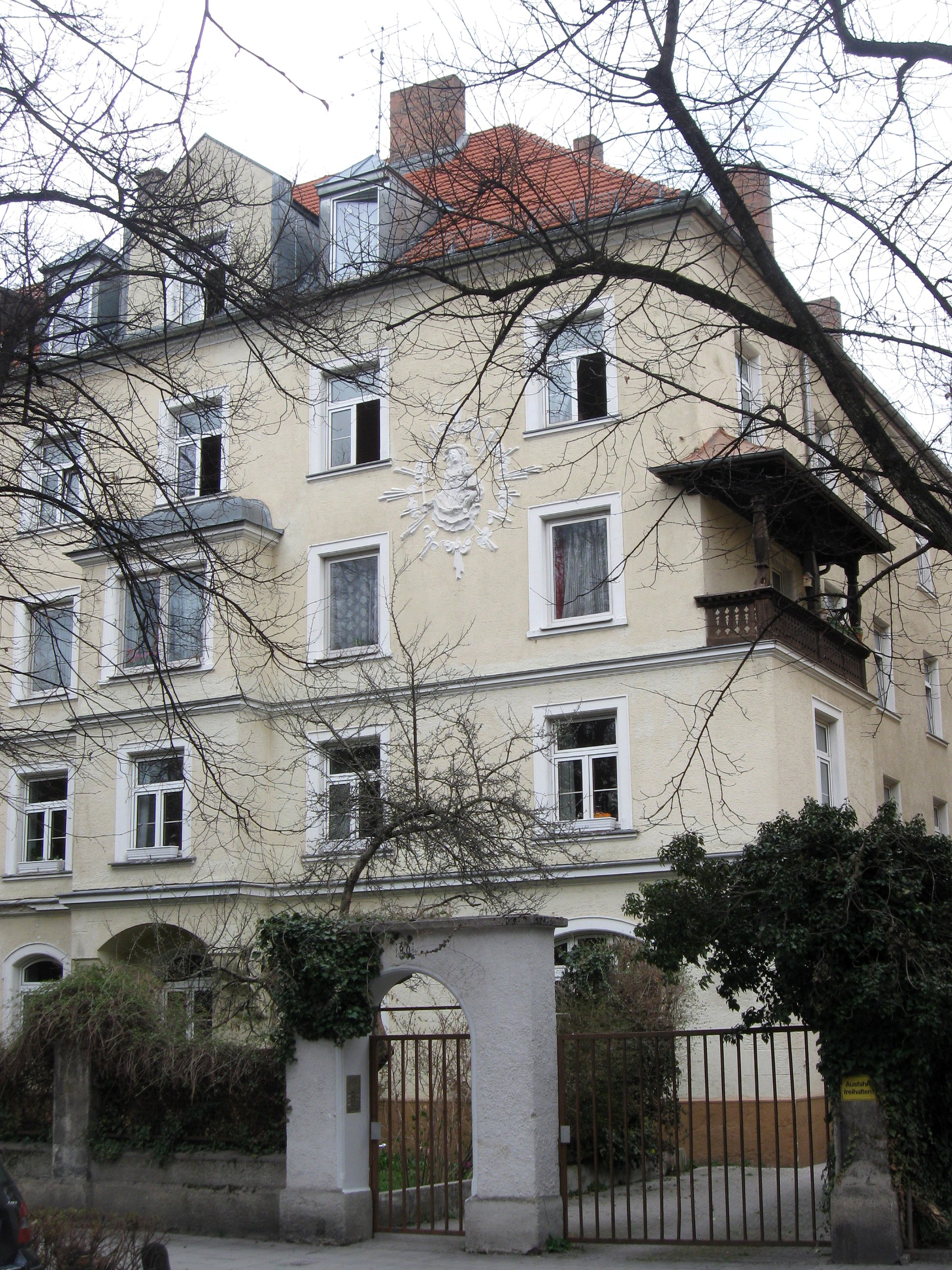
Haus Adalbertstr. 90 in München
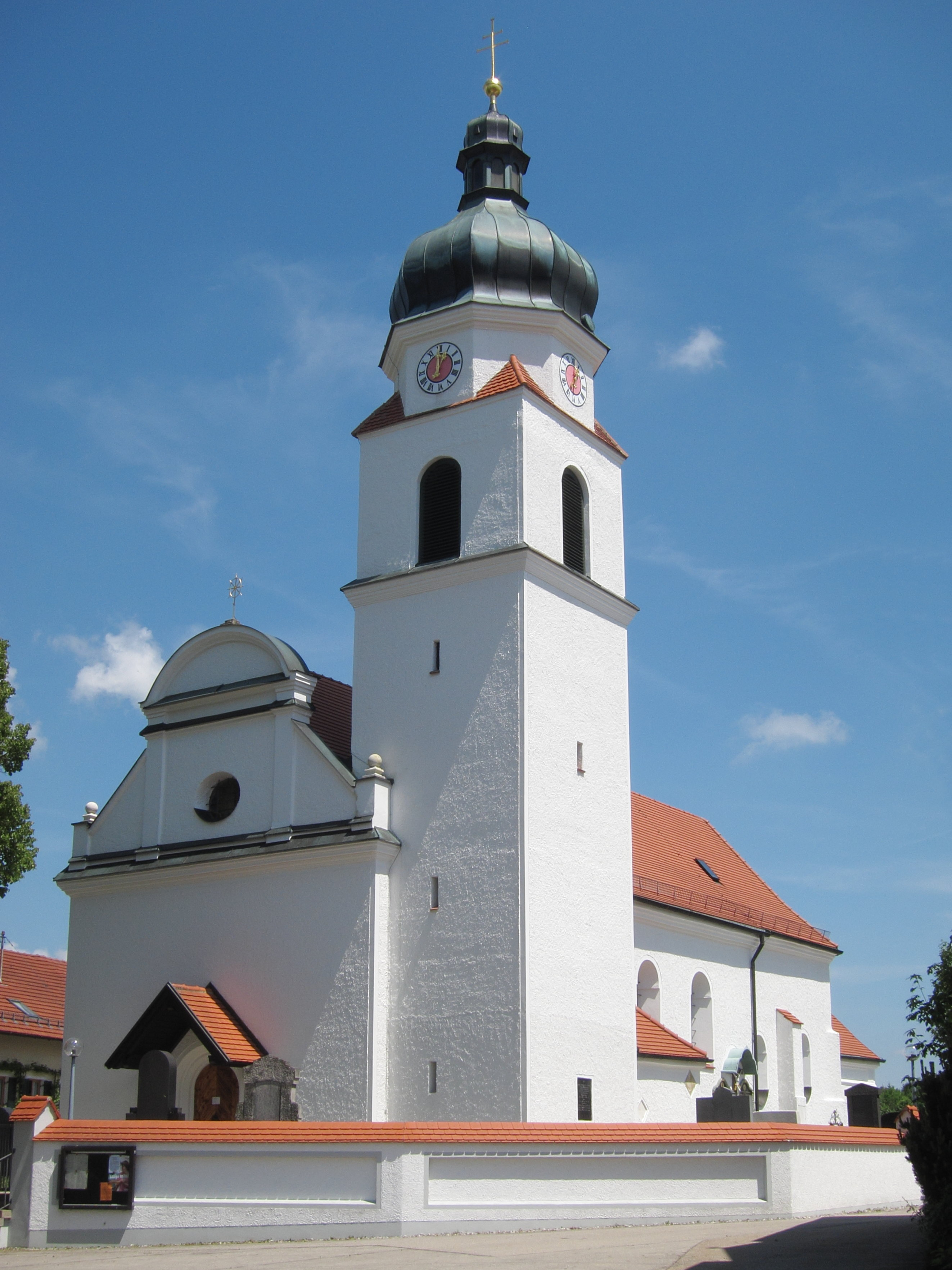
Kirche St. Margareth in Pemmering bei Isen
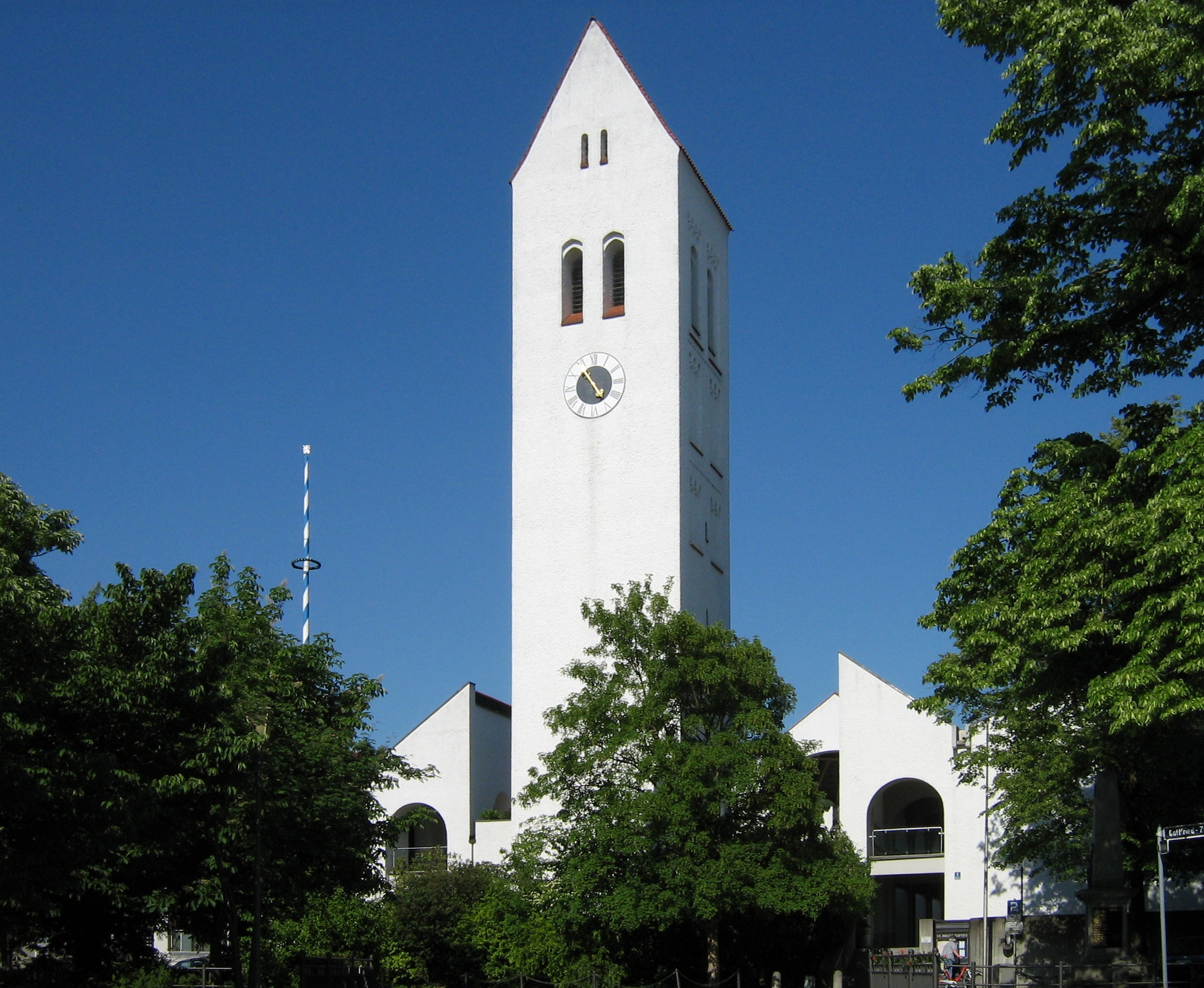
Kirche St. Johann Baptist in Ismaning
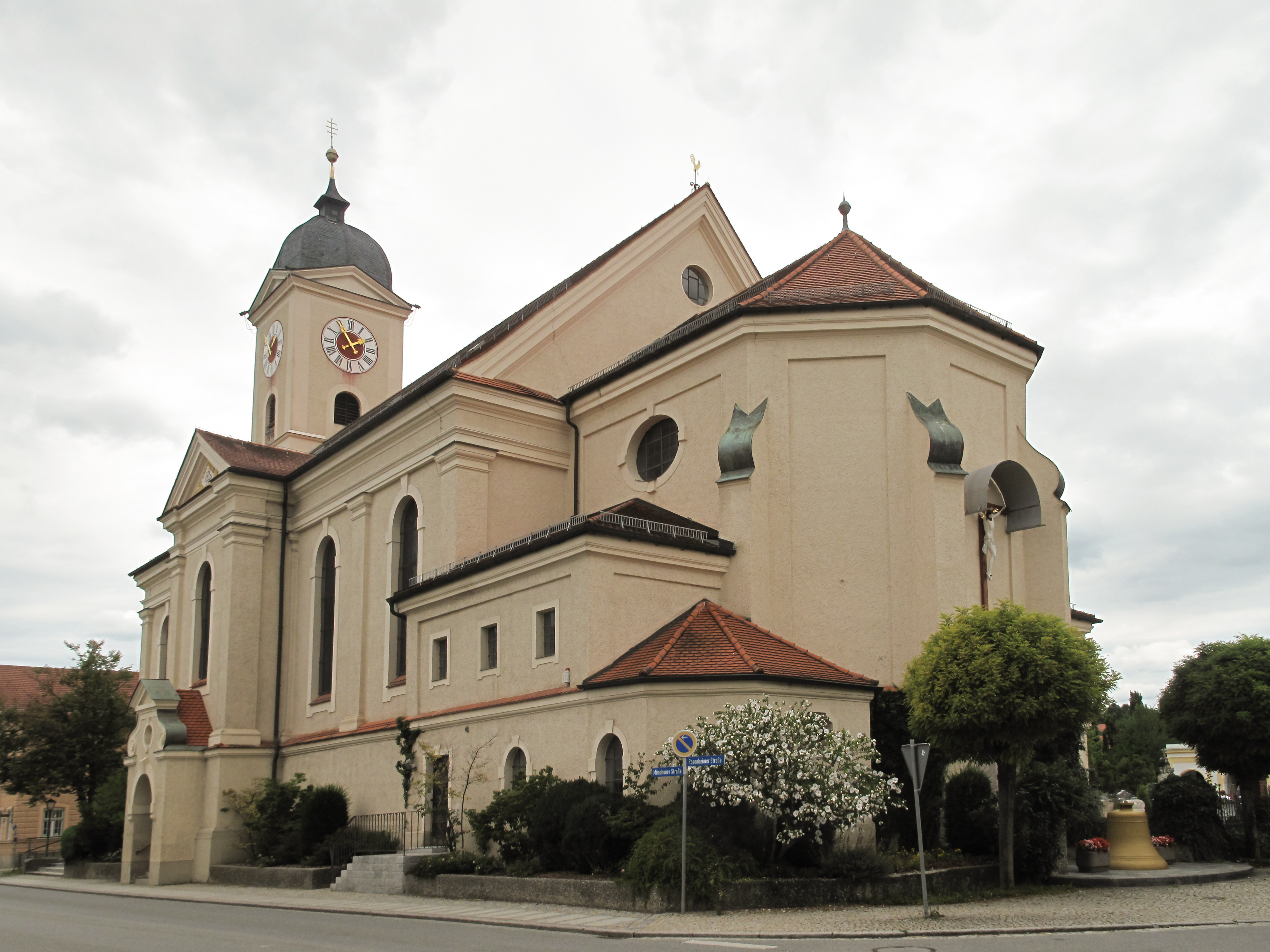
Kirche St. Laurentius in Feldkirchen
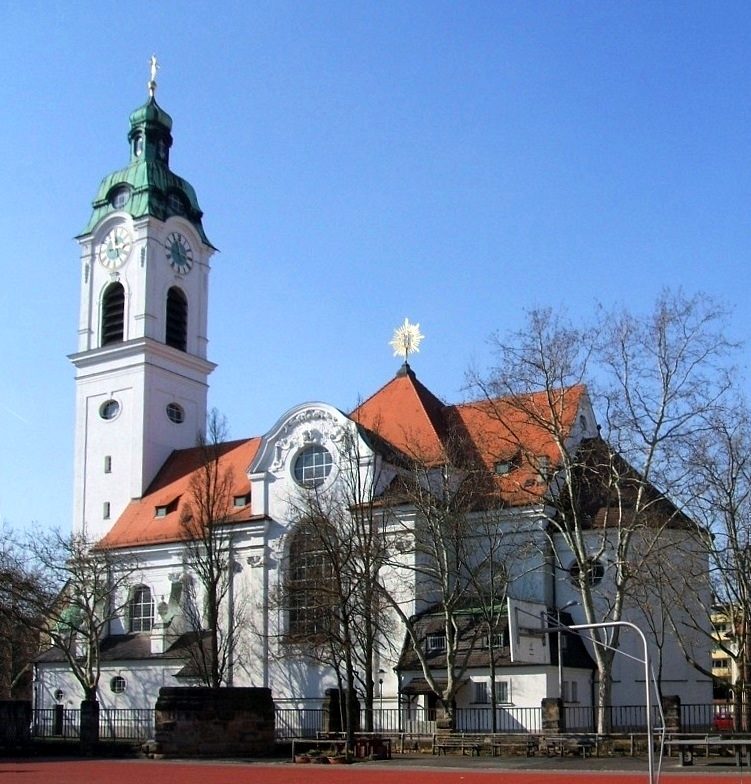
Kirche St. Heinrich in Fürth
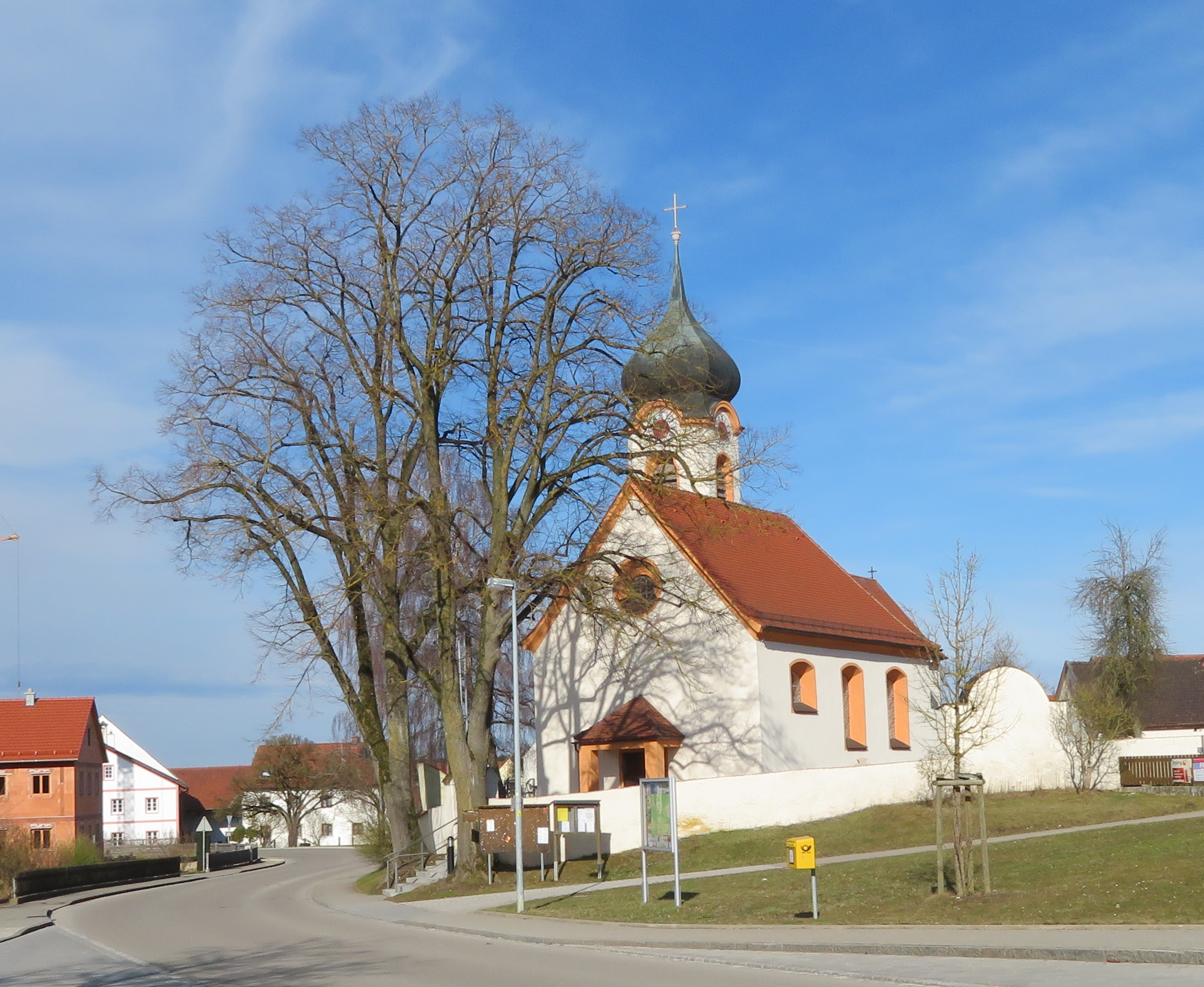
Kirche St. Johannes Baptist in Biesenhard
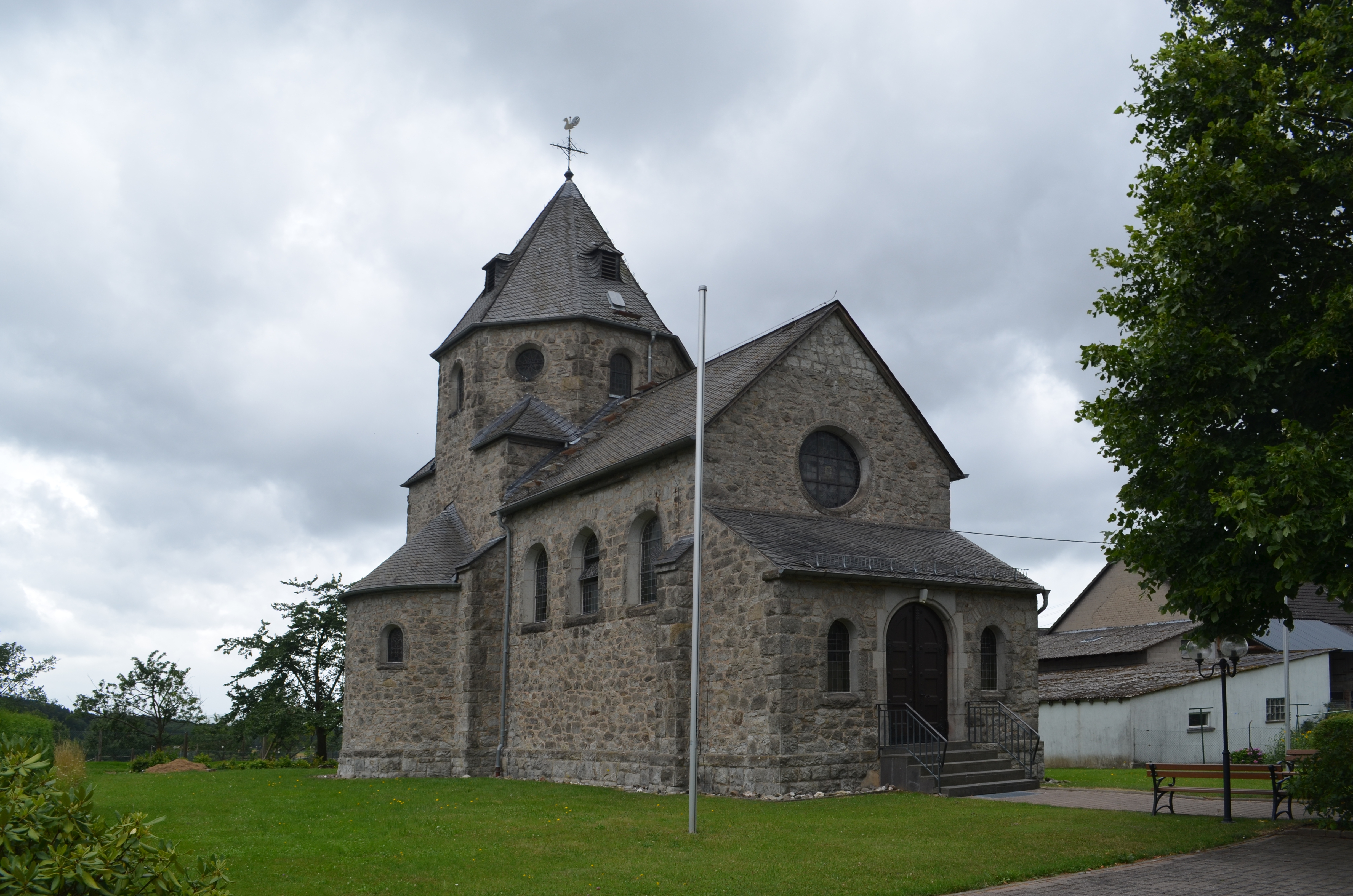
Kirche Zur schmerzhaften Mutter in Dahlen bei Meudt
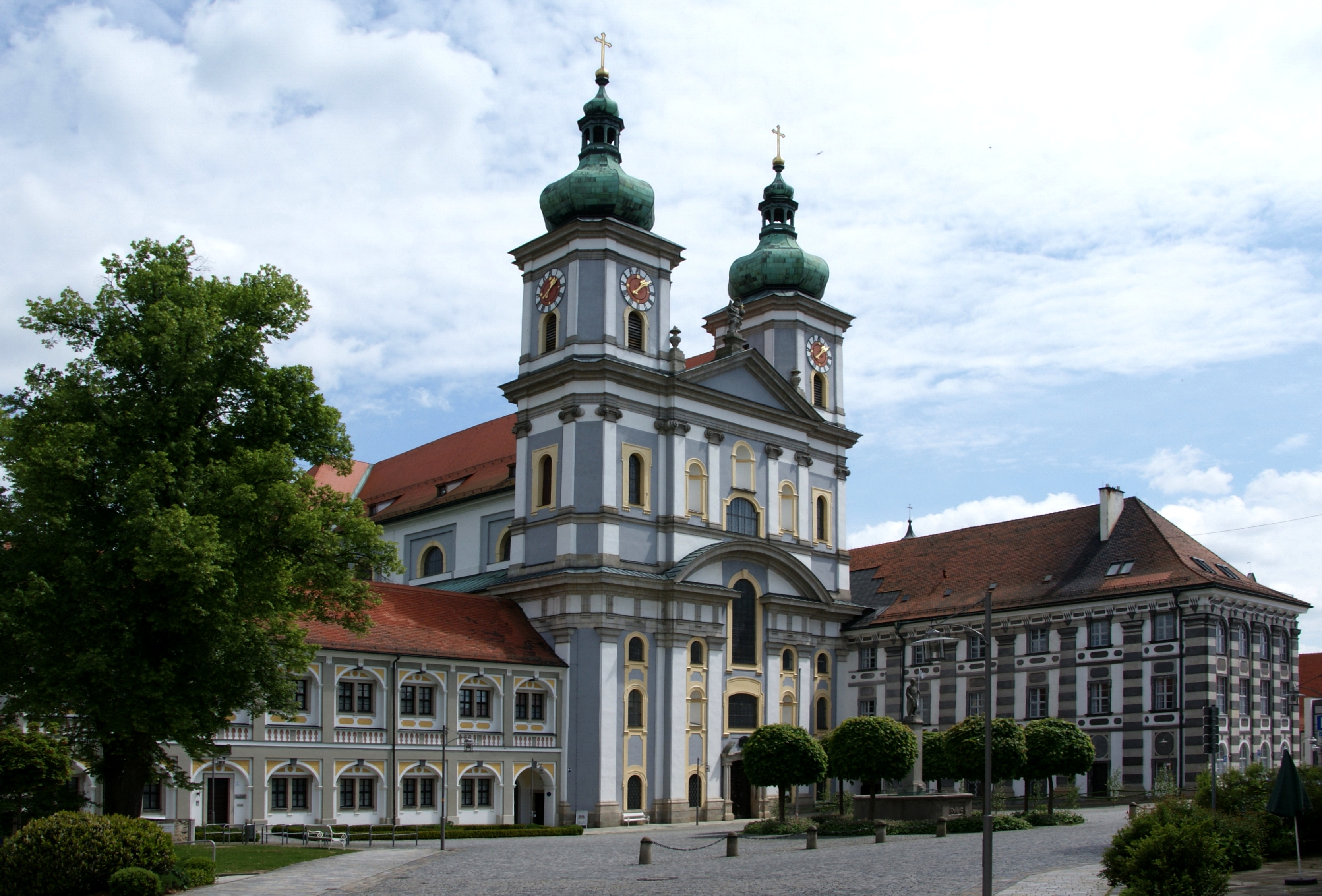
Klosterkirche in Waldsassen
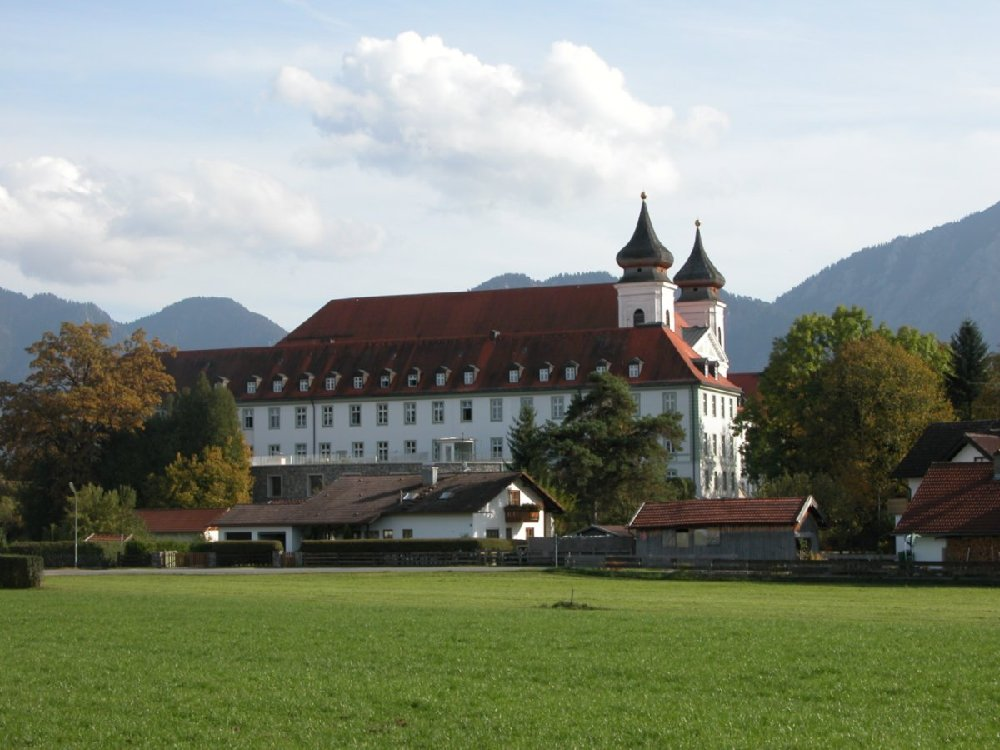
Kloster Schlehdorf
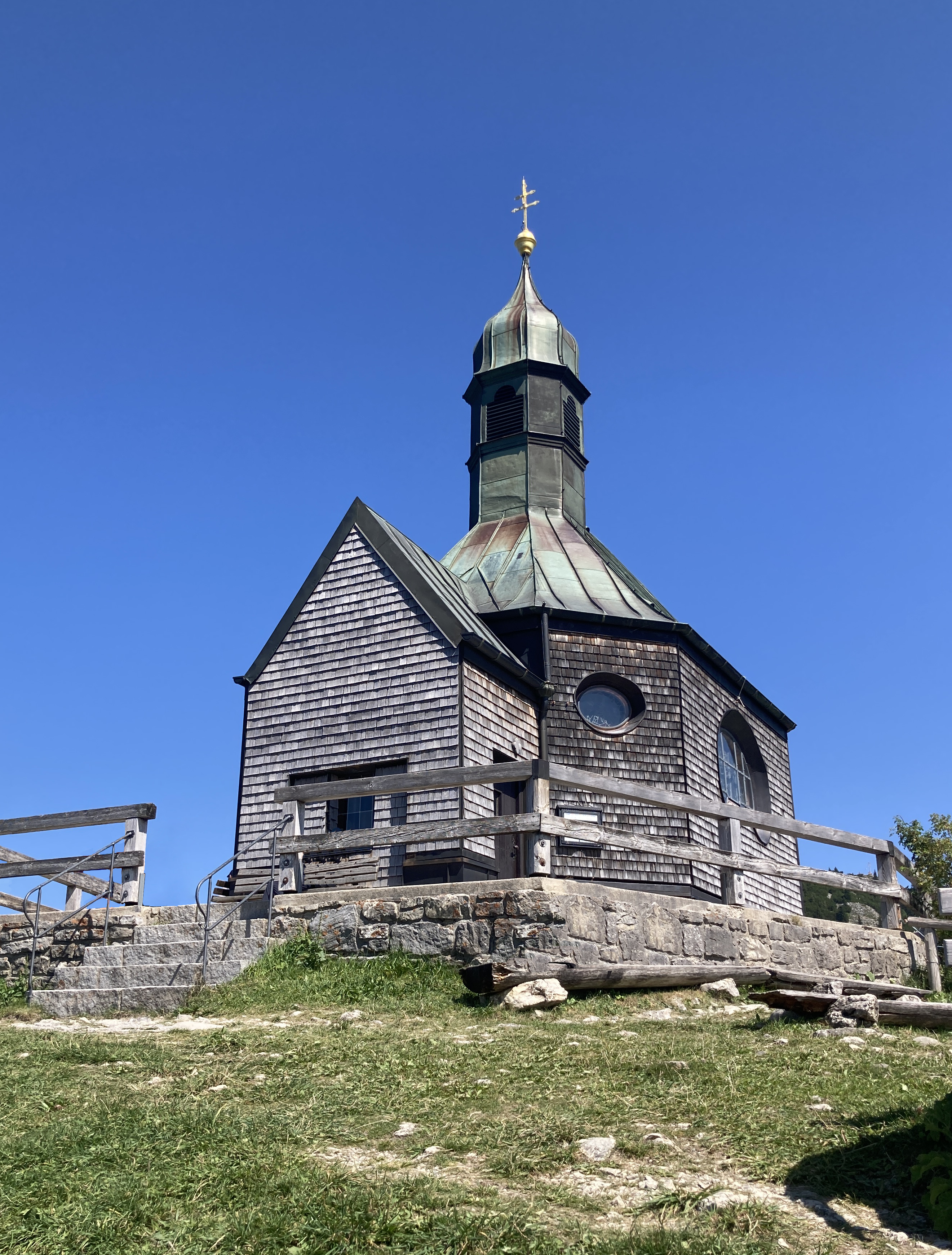
Wallberg-Kirchlein auf dem Wallberg
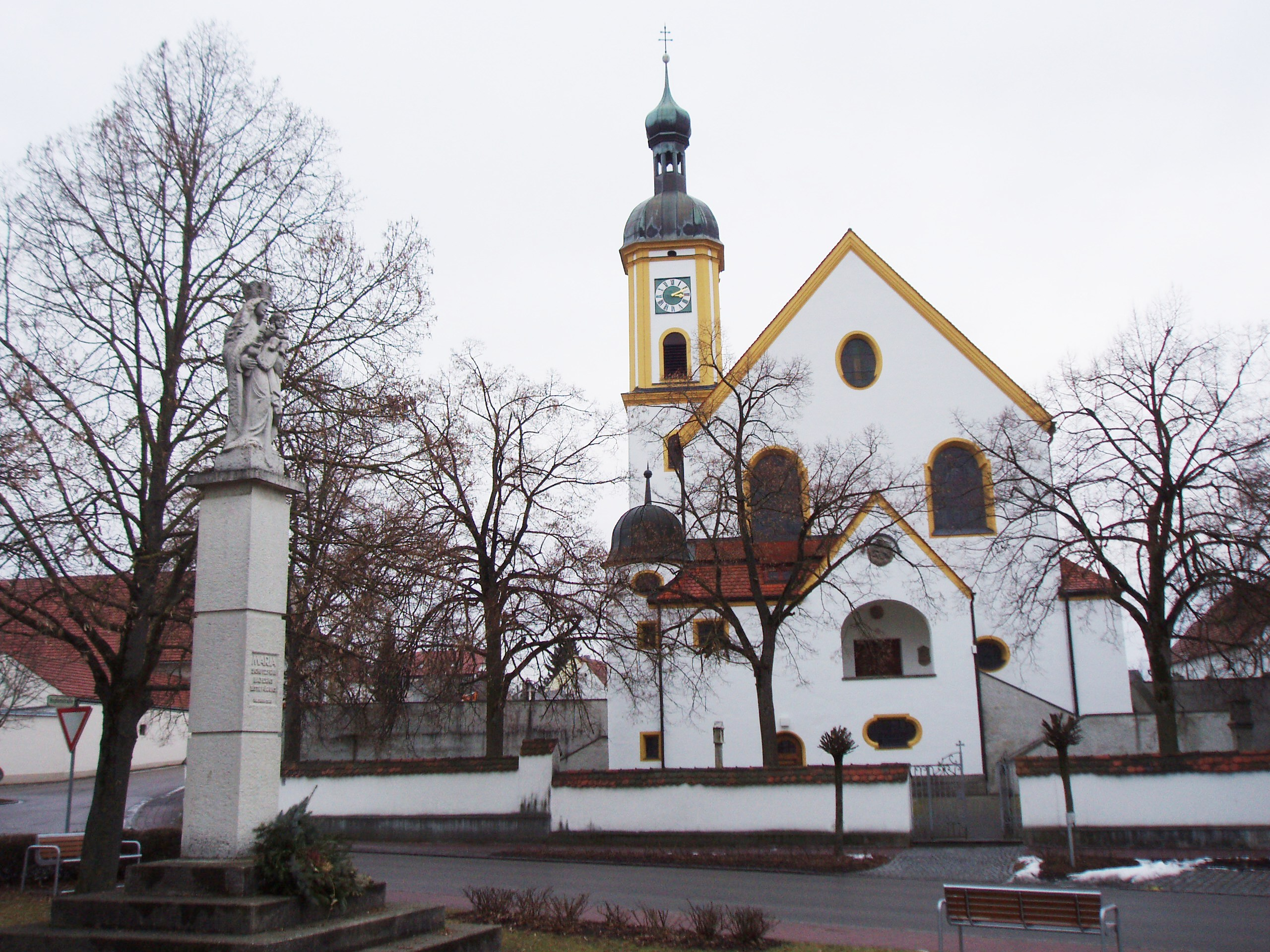
Kirche St. Michael in Buxheim
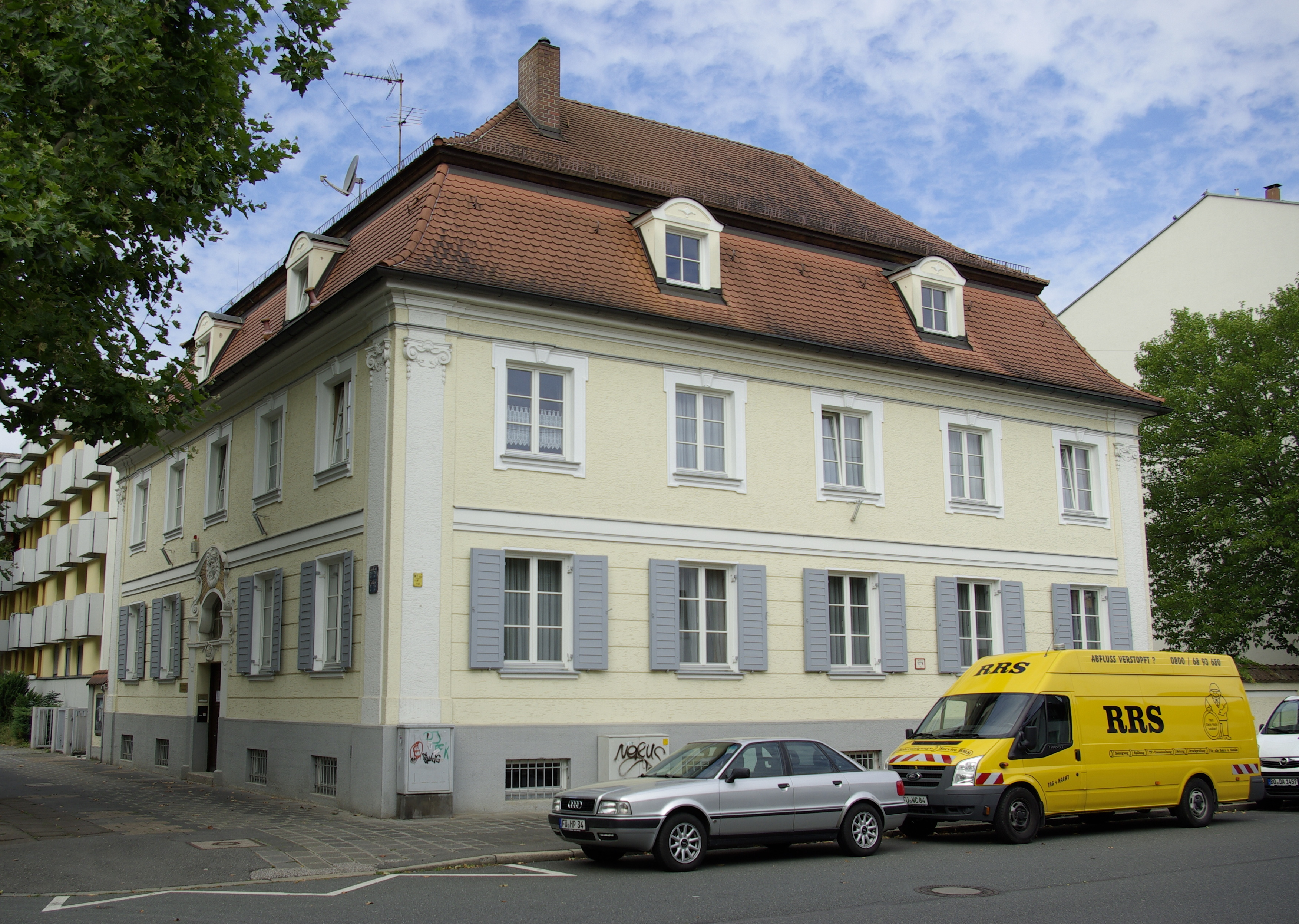
Pfarramt St. Heinrich, Kaiserstr. 113 in Fürth